# Robert Bossuat
Robert Émile Étienne Bossuat (* 6. August 1888 in Paris; † 12. November 1968 ebenda) war ein  französischer Romanist und Mediävist.

## Leben
Ab 1908 besuchte Bossuat in seiner Heimatstadt die École nationale des chartes (Grande école) und konnte 1910 mit der von Paul Meyer betreuten Arbeit ‘Li Livres d'amours’ de Drouart La Vache sein Studium erfolgreich abschließen; ebenso erfolgreich 1914 auch die Agrégation de grammaire. Noch im selben Jahr wurde er einberufen und nahm am Ersten Weltkrieg teil. Nach Verwundung und Gefangenschaft war er Gymnasiallehrer in Laon, Dijon und Paris. 
Er habilitierte sich 1928 mit den beiden Arbeiten Drouart la Vache, traducteur d'André le Chapelain, 1290 (Paris 1926) und (Hrsg.) Li livres d'amours de Drouart La Vache (Paris 1926). Seine Lehrer waren, außer Paul Meyer, Antoine Thomas, Alfred Jeanroy und Mario Roques. Edmond Faral (1882–1958) war sein Freund. 
Ab 1927 machte er Lehrstuhlvertretungen an der École pratique des hautes études und ab 1930 an der Sorbonne. Von 1937 bis 1955 (unterbrochen durch erneute Kriegsteilnahme und Gefangenschaft 1940 bis 1941, er war Rektor der „Universität“ des OFLAG VIII H) besetzte er an der École national des chartes den Lehrstuhl für Narrative und literarische Quellen, von 1955 bis 1958 als Nachfolger von Clovis Brunel den Lehrstuhl für Romanische Philologie (Nachfolger: Jacques Monfrin [1924–1998]). Ab 1947 war er Mitherausgeber der Zeitschrift Le Moyen Âge und ab 1962 als Nachfolger von Mario Roques Mitglied der Académie des Inscriptions et Belles-Lettres.

Robert Bossuat war der Bruder des Historikers und Mediävisten André Bossuat (1892–1967). Er starb mit achtzig Jahren am 12. November 1968 in Paris und fand seine letzte Ruhestätte auf dem Cimetière parisien de Pantin (Département Seine-Saint-Denis) bei Paris.

## Werke (Auswahl)
als Autor
- Histoire de la littérature française publiée sous la direction de Jean Calvet [1874–1965]. Le Moyen Age,  Paris 1931, 1955
- Les Croisades. Paris 1936.
- Bertrand du Guesclin. Paris 1938.
- Manuel bibliographique de la littérature française du Moyen Age, Melun 1951, Supplemente 1954, 1961; Nendeln 1971, Genf/Paris 1986; Supplement 1960-1980 von Françoise Vielliard und Jacques Monfrin, Paris 1986, 1991
- Theséus de Cologne. In: Le Moyen Âge, 1959.
- zusammen Louis Pichard und Guy Raynaud de Lage: Le Moyen Âge. In: Georges Grente (Hrsg.): Dictionnaire des lettres françaises. Fayard, Paris 1994, ISBN 2-213-59340-X (EA Paris 1964)
- Raoul de Presles. In: Histoire littéraire de la France, Bd. 40 (1973).

als Herausgeber
- Bérinus, roman en prose du 14e siècle. Paris 1931/33 (2 Bde.)
- Extraits des chansons de geste (Classiques Larousse). Montrouge 1935.
- La Poésie lyrique au moyen âge (Classiques Larousse). Paris 1936.
- La Littérature morale au Moyen-âge (Classiques Larousse). Paris 1937.
- Tristan et Iseut. Conte du XIIe siècle. Paris 1951 (reconstitué)
- Alain de Lille, „Anticlaudianus“. Paris 1955.
- zusammen mit André Bossuat: Deux moralités inédites, composées et représentées en 1427 et 1428 au Collège de Navarre. Paris 1955.
- zusammen mit Guy Raynaud de Lage: Les Évangiles des domées. Paris 1955
- Le Roman de Renard. Paris 1957.
- zusammen mit René Fromilhague, René Pomeau und Jacques Robichez: René Jasinski, Histoire de la littérature française. Paris 1965, 1977 (2 Bde.)

als Übersetzer
- zusammen mit André Bossuat: „Le livre de la chasse“ de Gaston Phébus. Texte intégral traduit en français moderne. Paris 1931, 1986.
  - deutsch: Das Buch von der Jagd. Faksimile-Verlag, Luzern 2005.